# Кастро Сан Мартино (Фиренца)
Кастро Сан Мартино је насеље у Италији у округу Фиренца, региону Тоскана.
Према процени из 2011. у насељу је живело 29 становника. Насеље се налази на надморској висини од 560 м.